# ラーダ・サマーラ
ラーダ・サマーラ（Lada Samara）は、ソ連/ロシアの自動車メーカーであるアフトヴァースがラーダ・ブランドで1984年から生産している大衆車である。元々は輸出モデルのみに「サマーラ」の名称が使用されておりロシア国内では「スプートニク」（"Sputnik"：「人工衛星」の意）と呼ばれていたが、1991年にサマーラのセダン版が生産されるようになると国内市場でもこの輸出用の名称が用いられるようになった。
ラーダ・サマーラの生産は2013年に終了することになっている。

## 概要
サマーラは、近代的なスタイルに丈夫な構造と良好な整備性を持ち合わせるようにすることで長年生産されていたフィアット・124の成功を礎としていた。この車は3、4、5ドアのボディと1.1、1.3、1.5 Lのガソリンエンジンを組み合わせて生産された。ラーダは、サマーラがヨーロッパの自動車市場で販売面において主流となることを望んでいた。この車はアフトヴァースにとり2番目の自主開発の車種（最初はニーヴァ）であり、フィアット車の派生車種を基にしていない最初の車であった。

## 開発
VAZは1970年代初めに自社で最初となる前輪駆動 (FF) の試作車VAZ 1101を製作した。エンジンはフィアット・127に搭載されていたものを流用していた。更に開発が進められた結果この車は1976年に900 ccエンジンを搭載した3ドアの試作車「ラドガ」 ("Ladoga") となった。1979年12月31日にVAZ 2108の最初の試作車が完成した。VAZ 2108の開発中にVAZの技術陣は、フォルクスワーゲン・ゴルフI、オペル・カデットD、フォード・エスコート マークIII、ルノー・9/11といったヨーロッパ市場での競合車も仔細に検分した。本国では「スプートニク」と名付けられていたが、より一般的にはモデル名の最後の1桁から「8」として知られる。輸出版にはヴォルガ川に流れ込む支流のサマーラ川に因んで命名された。量産第1号車は1984年12月18日に生産ラインを離れた。
当初は1.1、1.3、1.5 Lの直列4気筒エンジンを搭載することが計画されていたが、最初は1.3 L版（3ドアボディで）のみが販売された。このエンジンはポルシェ社の支援を受けて開発されたが、西側諸国の自動車評論家はこの車に対するポルシェ社の関与がエンジンだけにとどまらないと感じていた。
国立自動車研究所 (NAMI) がエンジン開発にポルシェ社の技術者の関与を許可し、価格競争力のある近代的なスタイリングを持つ丈夫な車であったにもかかわらずサマーラはリーヴァ (Riva) ほどの成功を収めることにはならなかった。この車は、種々な頻出する怪しげな生産品質とラーダ車にはつきもののある種の酷い操縦性を持ち合わせていた。不格好で安っぽく見えるこの車のプラスチック成型グリルも論争の的であった。多くは社外品のグリルに交換され、ラーダのディーラーでさえ新車で販売する前にこれに交換していた。

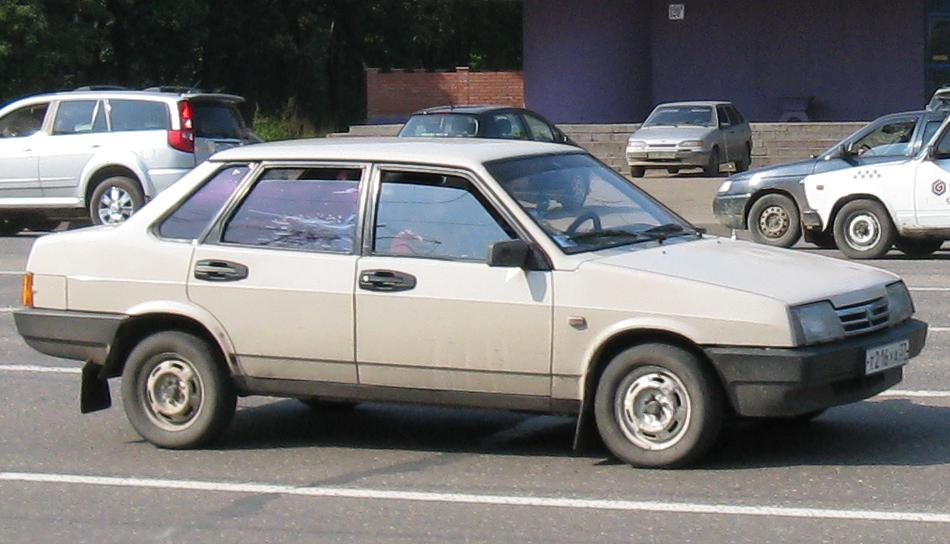
21099
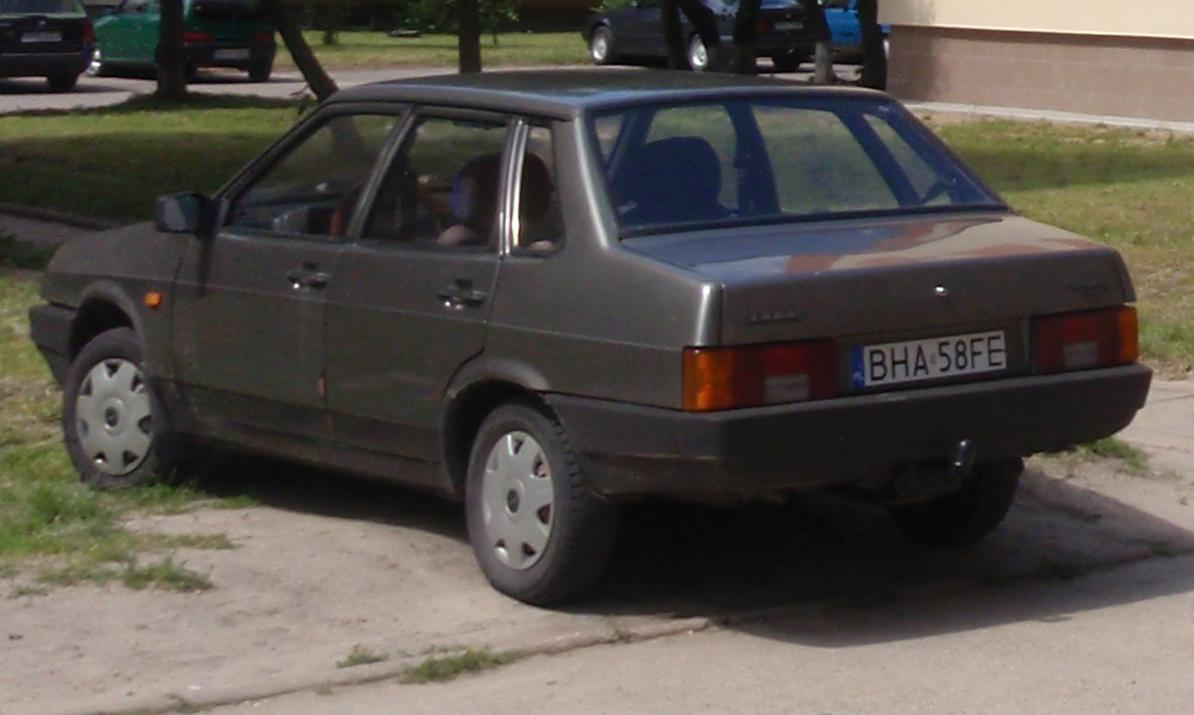
21099

### 特殊モデル

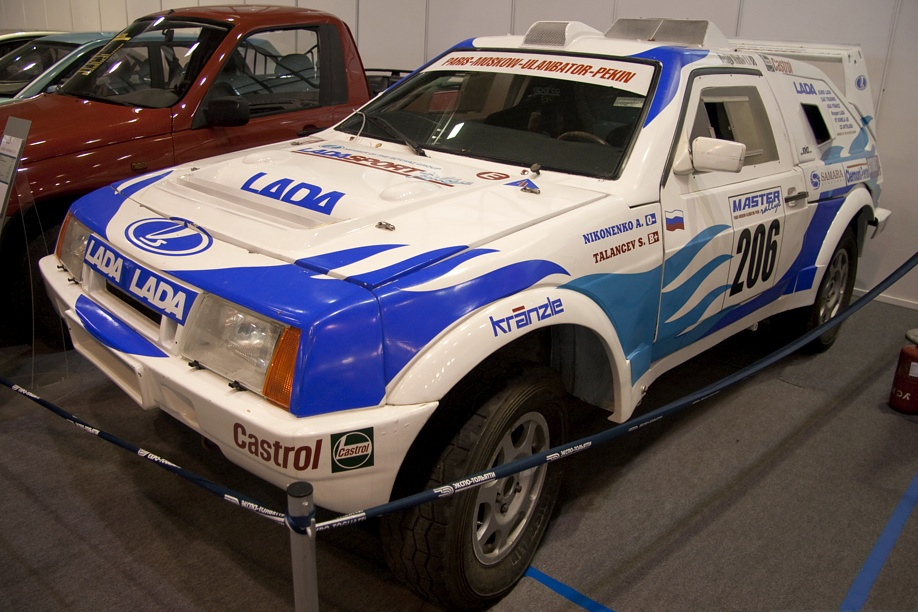
サマーラ T3

極少数のロータリーエンジン (VAZ-415, 2 x 654 cc) 搭載のサマーラがロシア国内でのみ販売された。そのほとんどは追跡用車両として警察やその他当局に購入されたが、信頼性に関する酷い問題により現存する車はほとんどない。
WRCグループB参戦にあたり、これまでのBカーである「2105VFTS」の後釜として「サマーラ 4x4 ラリー」（1985年）やターボチャージャー付16バルブ 1860 cc エンジン (300 hp) 搭載の1987年のミッドシップマシン「サマーラ-EVA」も試作車として存在した。2年後には当時のグループBカテゴリの安全面確保の問題により立ち消えとなった予定されていたカテゴリであるグループS用マシンとしてより高出力の「サマーラ Sプロト」 (350 hp) の開発も発覚している。
最も有名なのはラリーレイドで日仏車勢の激しい戦いに割って入った、グループT3（当時のプロトタイプ規定）の「サマーラT3」で、1990年のパリ＝ダカール・ラリーではジャッキー・イクスが総合7位。1991年にはユベール・オリオールが総合5位に入った。しかしこのT3の中身はポルシェ・959の4輪駆動システムと3.6 L水平対向6気筒エンジンを流用しており、サマーラの部品は多くを使用していなかった。この車はフランスの代理店ラーダ＝ポシュ (Lada-Poch) 、NAMIと航空機メーカーのツポレフにより共同開発された。

## 輸出
サマーラはオーストラリアからカナダまで、そのほとんどはヨーロッパと COMECON加盟国全域の世界各国で販売された。ほとんどの国で販売されるモデルは現地ディーラーで決定され、その装備はディーラー自身の手で取り付けられた。小はデカールやバッジから大はコンバーチブルへの改装までこれら様々な現地仕様はベルギーとドイツで販売された。サマーラはしばしば別の名称で販売され、特にVAZ 21099（サマーラのセダン）は「サゴナ」（"Sagona"、フランス）、「ディーヴァ」（"Diva"、ベルギー）、「フォルマ」（"Forma"、ドイツ）、「セーブル」（"Sable"、オーストラリア）という名称が使用された。
ディーゼルエンジンに対して恩恵がある課税体系の市場（フランスやベネルクス諸国のような）ではサマーラは1995年から1997年までプジョー製の1.5 Lディーゼルエンジンを搭載して販売された。
1996年から1997年にかけてVAZが破産に直面するとサマーラの輸出は中断するようになった。カナダでは1997年モデル以降のサマーラは姿を消し、同国内で1998年モデルが販売されるラーダ車はニーヴァのみとなった。オーストラリアとイギリス向けの輸出も同じ頃に終了した。最大の問題は、VAZの支払い能力に疑念を抱いたゼネラルモーターズが輸出向けモデルに必要な燃料噴射装置キットの販売を渋るようになったからであった。部品不足、税金問題、1990年代半ばのロシアにおける混沌と犯罪の増加という状況下で輸出は減り、輸出向け右ハンドル車の生産も打ち切られた。
この状況に対する部分的な対処としてヨーロッパ市場向けの高品質版のラーダ・「ユーロサマーラ」 (EuroSamara) 、ある地域では「サマーラ バルティック」 (Samara Baltic) がフィンランドのウーシカウプンキにあるヴァルメト・オートモーティブ社で生産された。生産は1996年夏から始まり1998年7月まで続き、ここで生産された1万4,000台は85%がロシア製部品を使用していた。

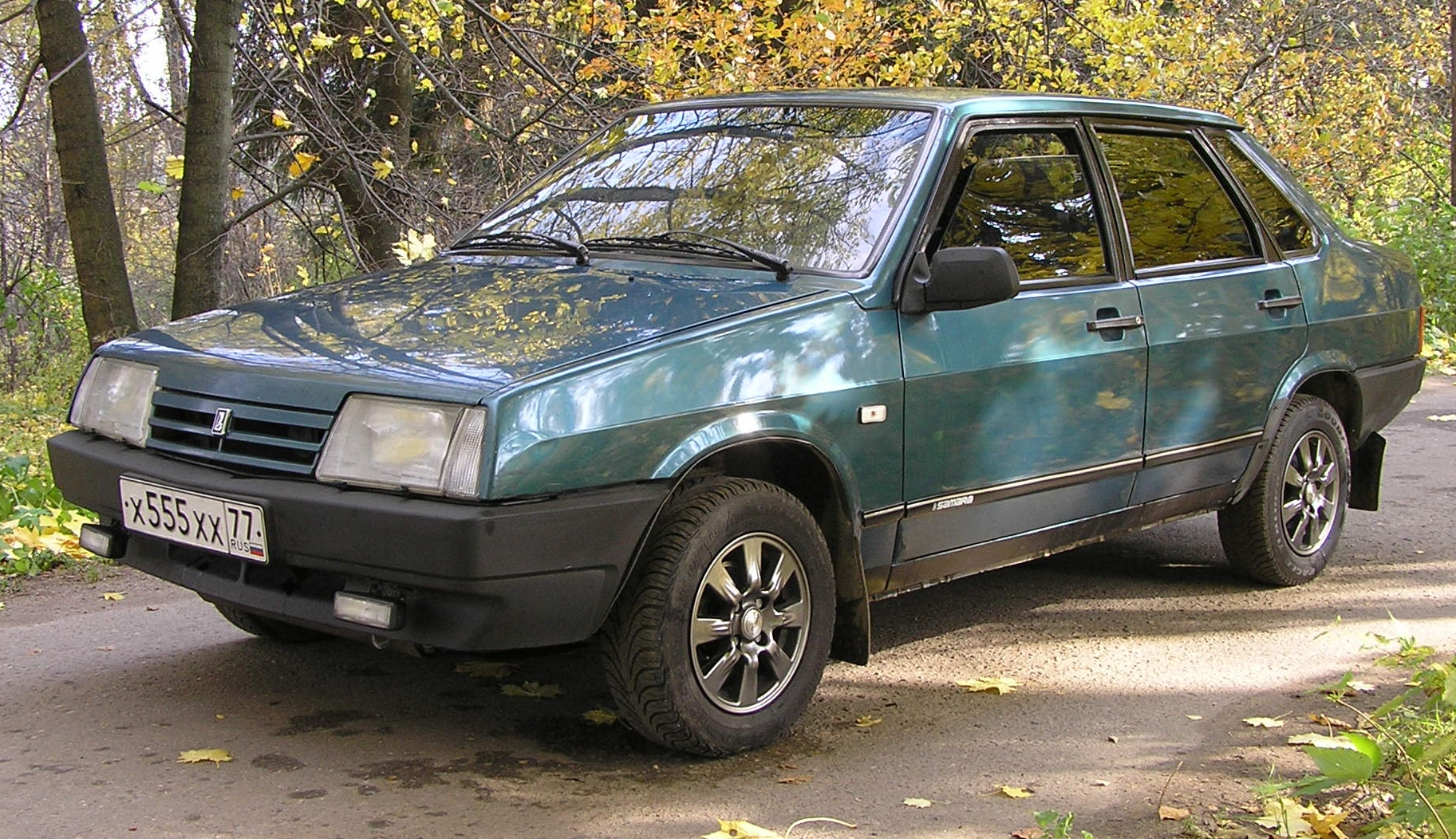
ラーダ・フォルマ
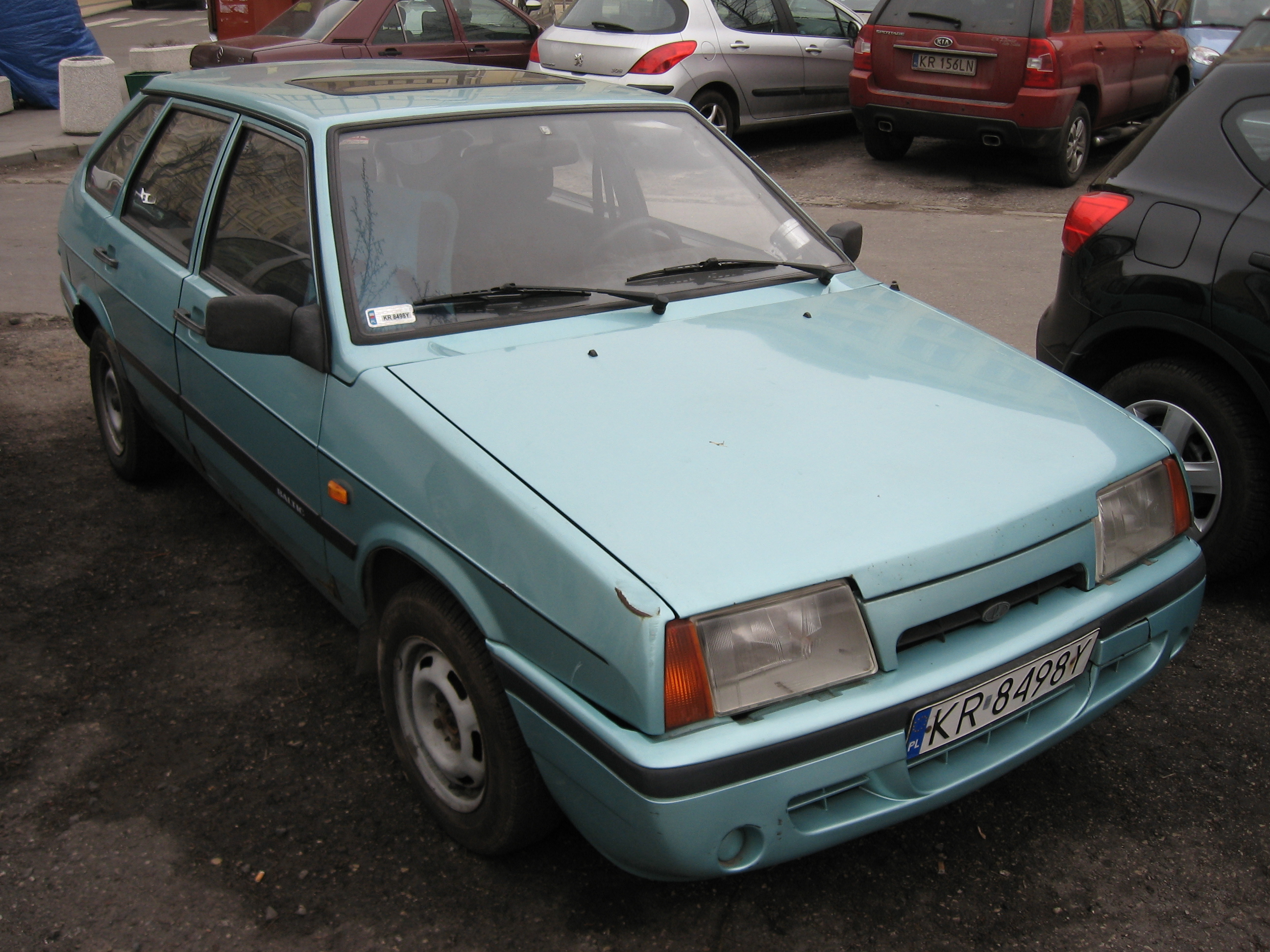
サマーラ バルティック
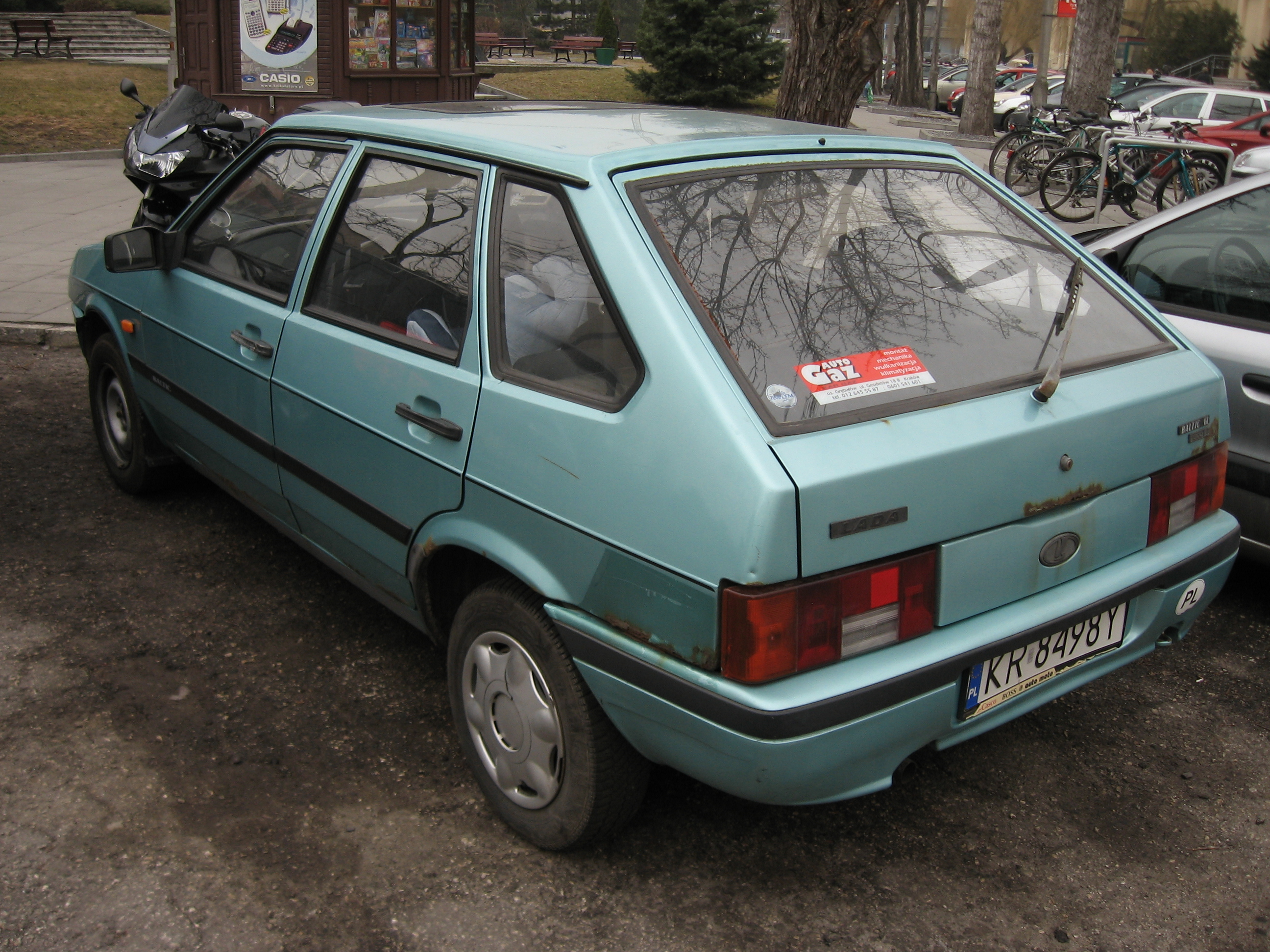
サマーラ バルティック

### イギリス市場
イギリスでのサマーラの販売開始はソ連本国での発売から3年近く遅れたが、1987年11月には輸入された初期の分の在庫が一掃するといったように販売状況はかなり好調であった。当時の他のラーダ車と比較するとサマーラには近代的なハッチバック・スタイル、前輪駆動、新型エンジンの搭載といった大きな変化が見られた。しかし安っぽい樹脂部品の目立つ内装、標準以下の仕上げ、操縦性の質の低さといった点は同時期の西側諸国の競合車に匹敵する車を期待した者には落胆をもたらした。ラーダ車の主な顧客である車に割ける予算の限られている層は旧態化した従来のリーヴァを支持した。それにもかかわらずサマーラはイギリスやその他の輸出市場からの撤退が決定された1997年7月4日の時点でもイギリス国内で販売されていた。

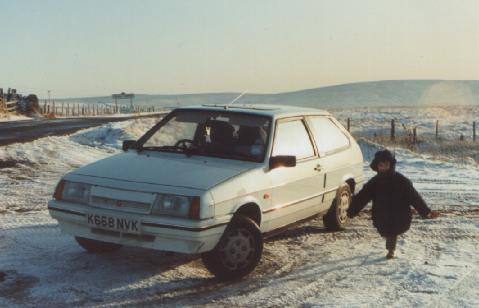
Samara 1500 hatchback (UK, Dec '92)

幅広い顧客層に売り込む試みは失敗した。それ以前のラーダ車に加えられた改良を取り入れられていた一方でサマーラの上昇した価格は西ヨーロッパの厳しい競争に投じられた一石であった。サマーラが発売された時点のイギリス国内の小型ファミリーカー市場ははっきりと2つのセグメントに分割されていた。大型の方の「主流」の市場は、フォード、ボクスホール、フォルクスワーゲンといったメーカーに支配されていた。「割安」市場の方はシュコダ、FSO、ヒュンダイ、プロトンといった東ヨーロッパや極東のブランドで構成されていた。ラーダ・サマーラは割安市場にぴったりとあてはまる車であったが、イギリスでの販売年数が経るにつれシュコダ・フェイバリット (Škoda Favorit) 、ヒュンダイ・ポニー、プロトン・「エアロバック」 ("Aeroback") といった同セグメントの強力な競合車と直面することとなった。サマーラの当初の好調な販売は、デーウ、ヒュンダイ、キア、プロトンから新型車が投入され競争が激化すると急速に落ち込み、ラーダ車の販売は末期的な状況に追い込まれた。JDパワー社がイギリスで実施した1996年から1997年の年度調査によるとサマーラは最下位に落ちていた。頑丈さが重視される国では幾らかの成功を収め、カナダ、オーストラリア、フィンランドといった国での販売は比較的好調であった。1996年から1997年の『トップ・ギア』の調査ではラーダ・サマーラはイギリス国内で購入するには最も満足度の低い車として名前が挙げられた。

#### 販売モデル
当初は1.3 L エンジンの3ドアと5ドア・ハッチバックが販売され、1988年10月に1.5 L 版が追加された。1.5 SLXが発売された1989年11月に初めてメタリック塗装がオプションに設定された。1990年7月に1.1 L のガソリンエンジン版（SelectとL）の入門モデルが追加された。グレードが全て一新された新しい版のサマーラが1991年4月に導入され、この15か月後にサルーン版のVAZ 21099が追加された。サルーン版には1994年7月からアルミホイール、たて付けの悪いサイドスカートとリアスポイラーを備えたスポーティな1.5 "Juno"も提供された。1996年8月から1.3と1.5 L エンジン版には燃料噴射装置付きが選択できるようになった。

### オーストラリア市場
オーストラリア市場にはサマーラは「ラーダ・セヴァーロ」 (Lada Cevaro) の名称で1989年に3ドアとコンバーチブルのボディ形式で導入されたが、翌年5ドアに替えられた。1994年に3ドア版が「ラーダ・ヴォランテ」 (Lada Volante) として再度導入され、4ドア版が「ラーダ・セーブル」 (Lada Sable) として追加された。輸入は1996年に終了した。

## サマーラ 2
1997年以降サマーラはほとんどが本国市場のみで販売されていたが、排気ガス処理規制の緩やかな幾つかの国では販売が継続された。燃料噴射版1,499 ccエンジンと改良された変速機を備えた軽いフェイスリフトを施されたサマーラ2が1997年に「2115」（4ドア・セダン）としてVAZ「特殊車両」部門で生産され、限定数が販売された。ブレーキと内装もVAZ 2110の部品を取り入れて改善されていた。トリヤッチ工場の主生産ラインでは2000年にフル生産体制に入り、2002年には5ドアの2114が追加され、2004年9月に3ドアの2113がこれに続いた。3ドア版は元々生産される計画がなかったが、ディーラーからの強い要望を受けて追加された。最後の初代サマーラは2004年にトリヤッチ工場の生産ラインを離れ、同工場における20年に渡る生産に幕を閉じた。「クラシック」・サマーラ 2109/21099は2004年からウクライナのZAZで、2007年5月からカザフスタンのAsia Autoで引き続き生産されている。
近代的な1.6 L のVAZ-11183-20エンジンを搭載したサマーラ2の改良型VAZ 2110の販売が2007年1月に開始された。本国市場ではラーダ・110 (Lada 110) とラーダ・プリオラがそれまでのサマーラの占めていたシェアの大きな部分を奪っているが、サマーラは明らかな価格的優位と安定した需要を保っている。ラーダ・サマーラ2の生産は2013年に終了することになっている。

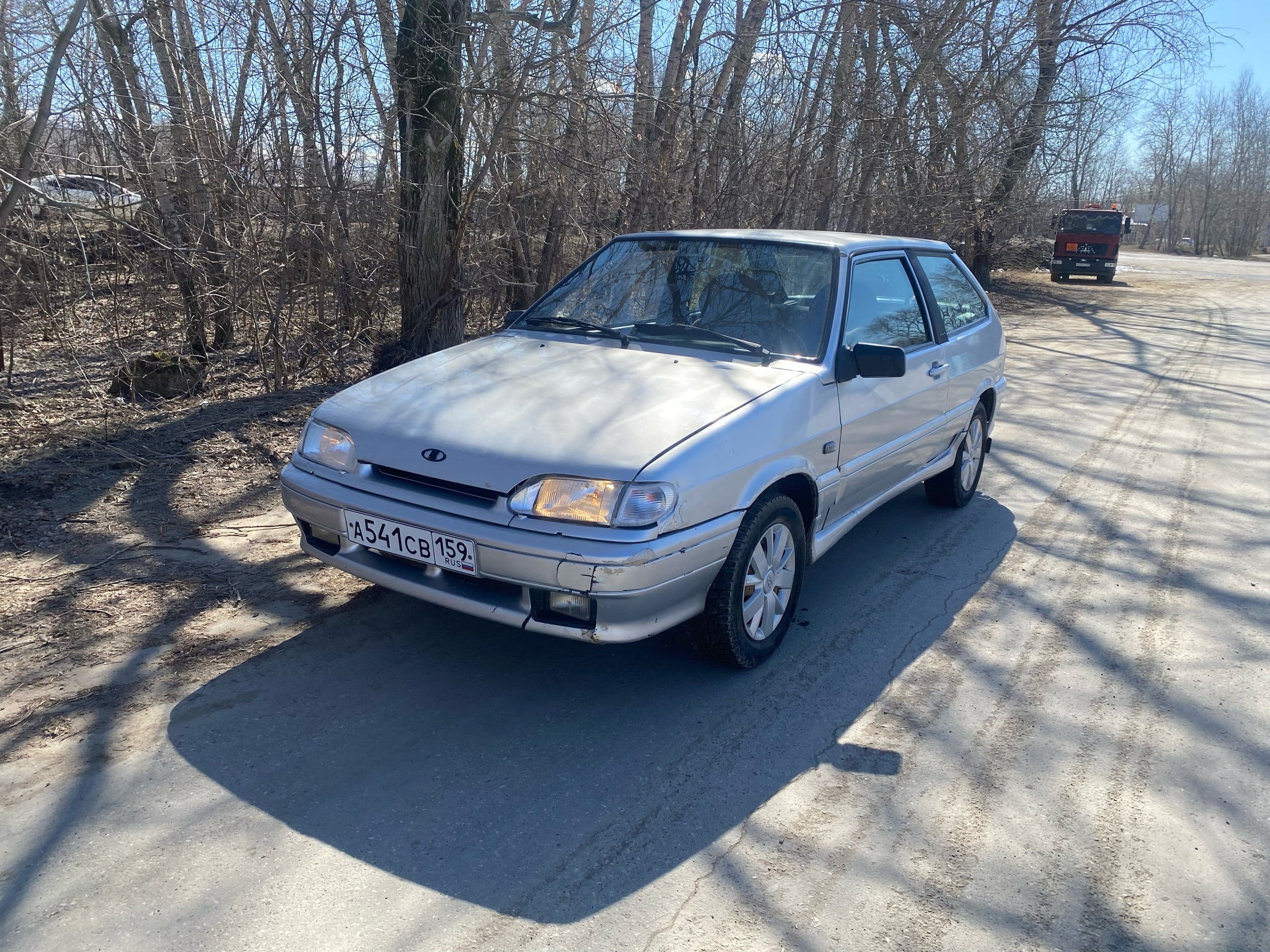
VAZ-2113（ラーダ・サマーラ2 3ドアハッチバック）
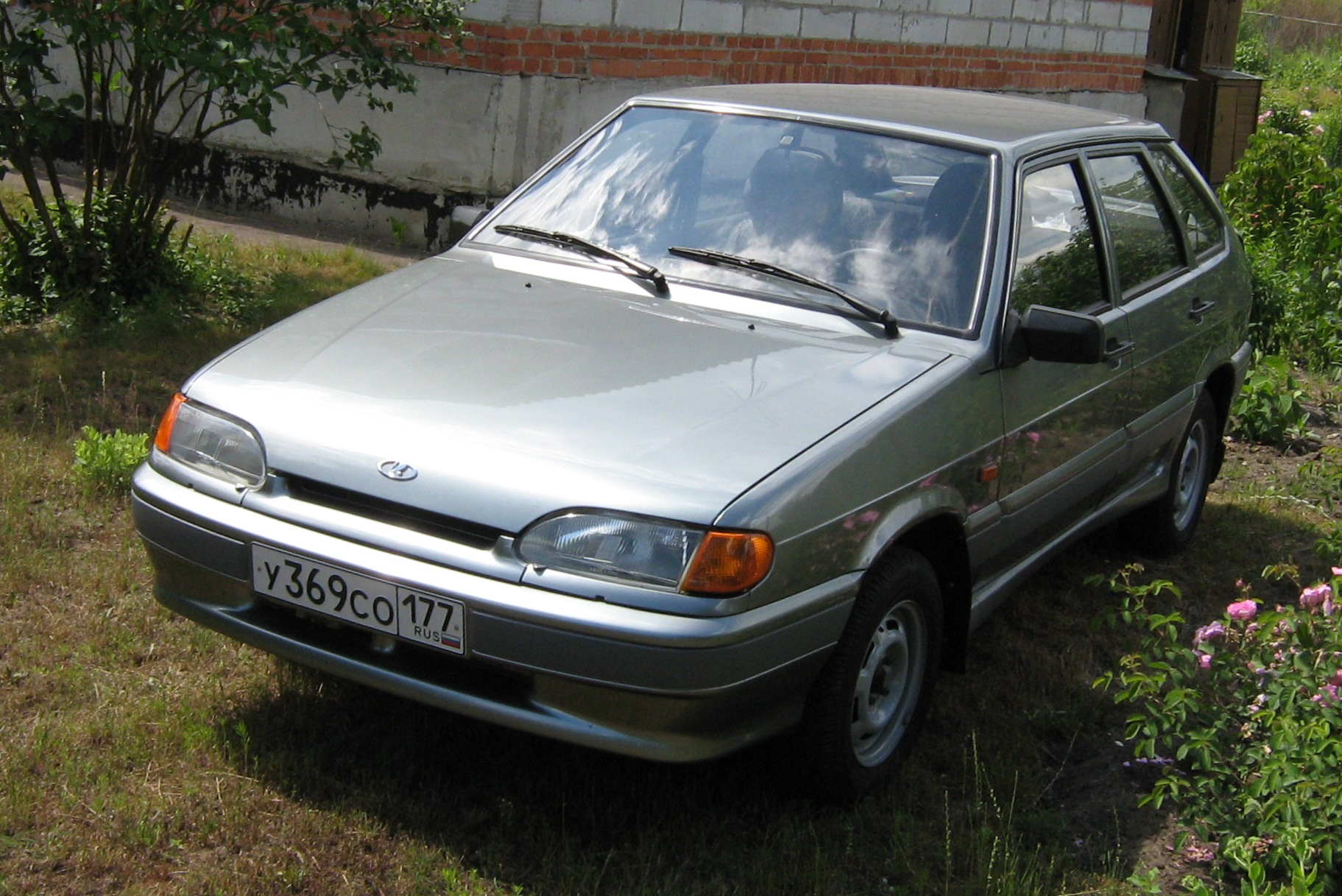
VAZ-2114（ラーダ・サマーラ2 5ドアハッチバック）
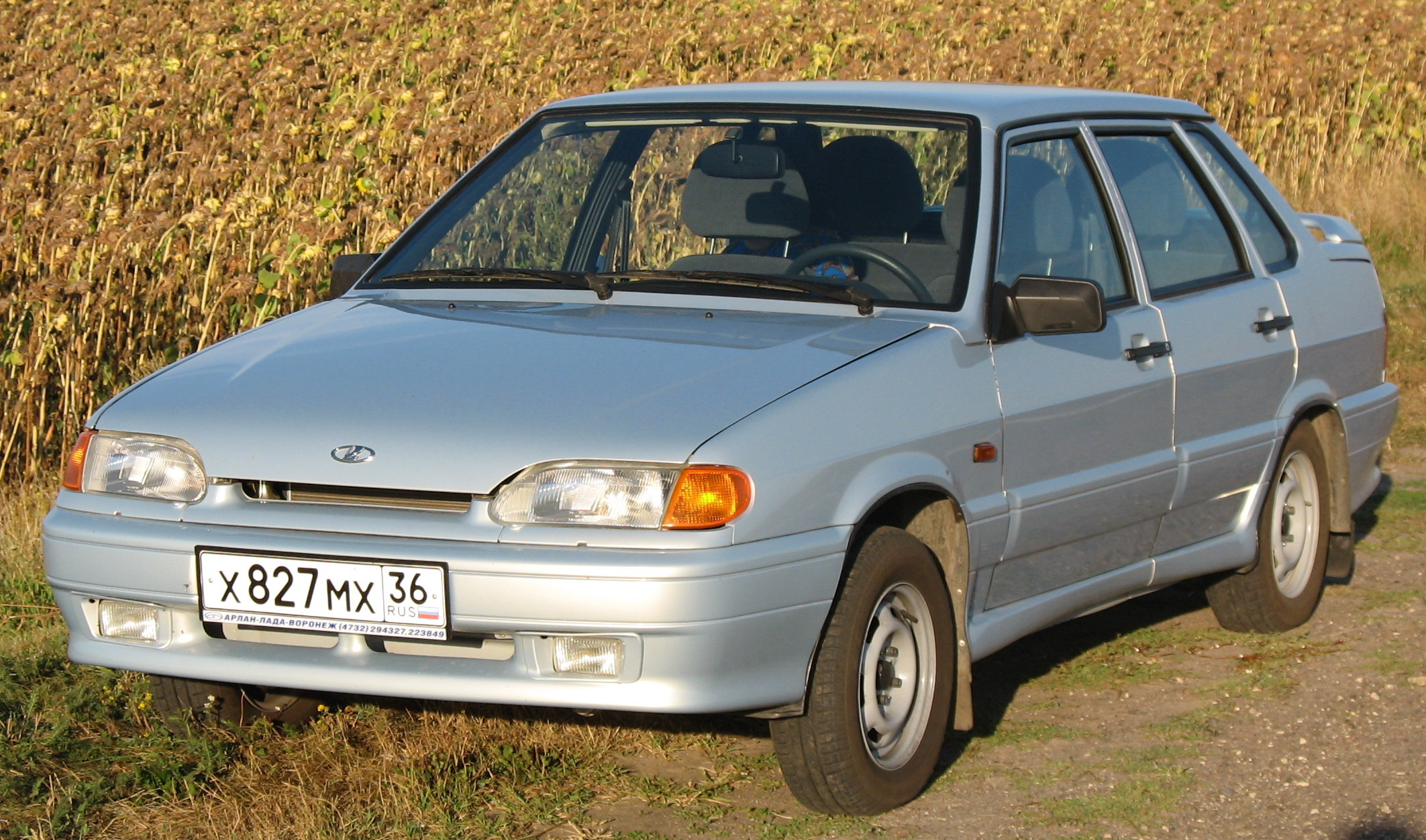
VAZ-2115（ラーダ・サマーラ2 4ドアセダン）

## 技術諸元
- グレード：多くのグレードが多年に渡り様々な地域の市場で販売された。オプション品のほとんどが実際には輸入業者により取り付けられた。

エンジン
- エンジン型式: VAZ 21081, VAZ 2108, VAZ 21083, VAZ 21084; VAZ 415（ロータリー）
- バルブ駆動方式: OHC
- 排気量 (cc): 1100, 1288, 1500, 1568; 2x654（ロータリー）
- ボア (mm): 76.0, 76.0, 82.0, 82.0
- ストローク (mm): 60.6, 71.0, 71.0, 74.2
- 圧縮比: 9.0 :1, 9.8:1, 9.8:1, 9,8:1
- 出力（ネット）: 53 hp (40 kW; 54 PS) @5600, 67 hp (50 kW; 68 PS) @5600, 71 hp (53 kW; 72 PS) @4800, 90 hp (67 kW; 91 PS) @4800; 140 hp (104 kW; 142 PS) @6000（ロータリー）
- 燃料供給方式: 2バレル・キャブレター又はマルチポイント電子制御燃料噴射
- 推奨燃料: 無鉛レギュラー、87 オクタン

ドライブトレーン
- 構成 :
  - 前エンジン、前輪駆動
- トランスミッション :
  - 前進4又は5速シンクロメッシュ、後進1速（4速変速機を使用したのは初期型）

シャーシ
- 形式 :
  - 3ドア・ハッチバック (VAZ 2108)
  - 5ドア・ハッチバック (VAZ 2109)
  - 4ドア・セダン (VAZ 21099)
- 後期型のサマーラのスタイリングは変更され、新たな車名が与えられた:
  - 3ドア・ハッチバック (VAZ 2113)
  - 5ドア・ハッチバック (VAZ 2114)
  - 4ドア・セダン (VAZ 2115)

様々な改装モデル。
- サスペンション（前輪）: マクファーソン・ストラットにコイルバネ
- サスペンション（後輪）: 縦置きアーム/横置きビームにコイルバネ
- ステアリング（形式）: ラック・アンド・ピニオン
- ブレーキ（形式）: 倍力装置付き
- ブレーキ（前輪）: ディスクブレーキ
- ブレーキ（後輪）: ドラムブレーキ
- ホイール（サイズ）: 13 in
- タイヤ（形式）: オールシーズン用ラジアルタイヤ
- タイヤ（サイズ）: 165/70x13